# Indice spectral
L'indice spectral (généralement noté {\displaystyle \alpha }) d'une source donne certaines informations sur ses propriétés physiques. L'indice spectral est calculé à partir de {\displaystyle S=\nu ^{\alpha }}, où {\displaystyle S} représente le flux et {\displaystyle \nu }, la fréquence.
Voici une formule plus directe pour déterminer l'indice spectral {\displaystyle \alpha } :
{\displaystyle \alpha ={\frac {\log(S_{1}/S_{2})}{\log(\nu _{1}/\nu _{2})}}}

## Interprétation
Un indice spectral de -0,1 indique typiquement une source thermique, ou bien, une émission d'un rayonnement continu de freinage ; tandis qu'un indice spectral de -0,7 indique l'émission d'un rayonnement synchrotron.